# Лужковский стиль
Лужко́вский стиль — неологизм, обозначающий стилевые особенности в архитектуре Москвы в период нахождения у власти мэра города Юрия Лужкова (с 1992 по 2010 годы). Термином обозначают московские постройки второй половины 1990-х — 2000-х годов, выполненные в русле постмодернизма, зачастую приближенные к китчу. Синонимами лужковскому стилю нередко употребляются выражения «московский стиль» и «лужковская архитектура».
Несёт в себе признаки постмодернизма, историзма и эклектики, заимствуя черты из разных архитектурных стилей — от модерна и рококо до сталинского ампира и хай-тека.

## Характеристика
Характерными признаками лужковского стиля в архитектуре Москвы является украшательство строящихся зданий башенками, балясинами, использование в отделке «фальшивых» материалов. Смысл «московского», или «лужковского» стиля заключается также в командно-административной системе принятия решений в области архитектуры и строительства и исчезновении авторской ответственности архитектора за конечный результат[нужна атрибуция мнения].

Лужковская архитектура периода 1990-х годов — это попытка перепрыгнуть через советское прошлое. Появляется направление — «ретроразвитие»: архитекторы стараются посмотреть назад, взять что-то из прошлого, модернизировать и выстроить новую историю.

Рядом искусствоведов, культурологов, архитекторов и журналистов лужковский стиль оценивается как китч, стёб, пошлость и дурновкусие, ставится в один ряд с турецкой и египетской курортной архитектурой, а также безликой и однообразной американской пригородной застройкой, где царят китч и фальшь.
Образцами лужковского стиля являются такие постройки как
торговые центры «Наутилус» на Лубянской площади (архитектор А. Р. Воронцов) и «Новинский пассаж»,
фонтан «Пушкин и Натали» на площади Никитских Ворот,
Центр оперного пения Галины Вишневской на Остоженке,
ресторан «Белый лебедь» на Чистых прудах,
офисное здание «Самсунг» на Большой Якиманке,
дом «Патриарх» на Патриарших прудах, дом «Парус»,
«дом-яйцо» на улице Машкова
и другие.
К числу архитекторов — приверженцев лужковского стиля относят руководителя ГУП Моспроект-2 М. М. Посохина, руководителя мастерской № 7 той же организации В. И. Колосницина, архитекторов С. Б. Ткаченко, М. Леонова, Д. Б. Бархина и ряд других. Среди выразителей лужковского стиля в изобразительном искусстве называют З. К. Церетели, А. М. Шилова и И. С. Глазунова.
Проявления лужковского стиля встречаются не только в Москве, но и в других регионах России. Так, доктор искусствоведения, профессор Московского архитектурного института В. И. Глазычев усматривает приметы московского стиля в сносе исторической застройки и возведении к празднованию тысячелетия Казани новых зданий и сооружений.
Профессор архитектуры Ярославского технического университета Н. Н. Кудряшов видит в новых зданиях Ярославля «вульгарный и обыденный постмодерн», провинциальную моду, заимствованную из мотивов лужковской архитектуры.
Исследованию и критике лужковского стиля посвящены ряд статей и публикаций архитектурных критиков Г. И. Ревзина, В. З. Паперного, Н. С. Малинина, Д. В. Парамоновой.

## Оценки и мнения
Искусствовед и архитектурный критик Г. И. Ревзин:

«Лужковский стиль» в принципе выступал в Москве как стиль государственный, но это была особая государственность. Она строилась как некая оппозиция официальному холодному брежневскому стилю. Вместо этого Юрий Михайлович желал видеть Москву празднично-пряничную, отчасти сказочную, игровую, в 1990-е годы он вообще любил клоунаду и с удовольствием играл роль коверного в цирке Юрия Никулина. Это странно, но в роли новой государственной Москвы должна была выступать Москва несколько в стиле «конфетки-бараночки», «самовары-чайнички», хотя и с маковками церквей. С этим, разумеется, никто не мог работать, потому что этот образ слишком на грани, даже глубоко за гранью пошлости.

Искусствовед, историк архитектуры, член Экспертно-консультативного общественного совета (ЭКОС) при главном архитекторе города А. А. Клименко:

Рубеж тысячелетий отражается в архитектуре столицы России как время абсолютного господства пошлости, дурновкусия, наглости и хамства, определяемого именами З. К. Церетели, М. М. Посохина, А. М. Шилова, И. С. Глазунова и патронирующего всем этим дельцам от искусства Ю. М. Лужкова, по воспитанию, образованию и судьбе катастрофически далекого от сферы культуры. <…> Отсюда господство в Москве насаждаемого Лужковым т. н. «московского» стиля — башенки, рюшечки, балясинки и прочая псевдоисторическая дребедень, заставляющая российских и зарубежных специалистов говорить о том, что «в Москве творится нечто абсолютно чудовищное».

Первый вице-президент московского союза архитекторов, профессор МАРХИ Е. В. Асс:

Значение лужковского стиля, на мой взгляд, слишком демонизируется. Конечно, за последние годы было построено много, мягко говоря, безвкусных объектов. Но было бы обидно считать их приметой нового времени, нового стиля.

Культуролог Д. Б. Дондурей:

Недавно федеральный телеканал рассказывал, что в Москве 700 памятников архитектуры уничтожены только за последние годы: срыты, перестроены, перебетонированы — переплавлены в огне московского возрождения… При этом новая архитектура получила название «лужковской» — и мы не помним случая в истории, чтобы настолько единым был архитектурный стиль: ведь на каждой из новостроек укреплена башенка…

Историк архитектуры, искусствовед и писатель В. З. Паперный:

Много писалось об иронии этой архитектуры, якобы роднящей её с постмодернизмом. Я думаю, что это ошибка. Это не ирония, а стёб, который отличается от иронии тем, что у говорящего нет собственной точки зрения. Стёб — это позиция человека, который считает, что точку зрения иметь стыдно, и на всякий случай всегда насмешливо кривит губы. Это наследие брежневской эпохи, когда всё ещё приходилось говорить не то, что думаешь, но за ухмылку уже не сажали. На мой взгляд, худшие примеры стёба — это здания «Патриарх» и «Яйцо Фаберже» архитектурной мастерской Сергея Ткаченко. Авторы такого рода творений как бы говорят: быдло всё примет за чистую монету, а мы с ребятами посмеёмся.

Мэр Москвы Ю. М. Лужков:

Это современный стиль архитектуры, и я могу мечтать о том, что этот стиль — развитие московских традиций. Вообще Москва отличается по своей архитектуре, это так называемая российская эклектика, что означает неопределенность стилей. Но она хороша и тем, что я называю не неопределенностью, а разнообразием стилей.

Архитектор, профессор Международной академии архитектуры М. А. Филиппов:

Я не адепт Лужкова со всеми его очевидными архитектурными переборами. Но лужковский стиль порожден не его вкусом, не он его навязывает. Это архитекторы дают карикатуру на старую архитектуру, они дают ту пошлость, которая получила имя нашего градоначальника.

## Лужковский стиль вне Москвы
Урбанист и блогер Илья Варламов, негативно оценивающий лужковскую архитектуру, сравнивал тенденции в московской архитектуре при мэрстве Лужкова с аналогичными в архитектуре столицы Марий Эл Йошкар-Олы, когда руководителем республики был Леонид Маркелов. Маркелов так же застраивал город по своему усмотрению и с оглядкой на собственный вкус, из-за чего (а также из-за отсутствия генплана и привлечения профессиональных архитекторов), по словам Варламова, городской центр превратился в «парк аттракционов, потешный город, памятник чиновничьему самодурству». Как и в случае с лужковской архитектурой, здания Йошкар-Олы времён Маркелова с архитектурной точки зрения Варламов оценивает исключительно негативно: «пародия на архитектуру», «никакого отношения к архитектуре и градостроительству это не имеет».
Аналогично с лужковским стилем Варламов сравнивал архитектуру современного Саранска (столица Мордовии), среди описаний Варламов употребляет такие словосочетания, как «несуразный новодел», «безвкусные вычурные монстры», «гигантская уродливая бандура» (о здании т. н. Универсального зала, ныне занимаемом Саранск Ареной), «евроремонт из 90-х», также отмечает непропорциональность отдельных элементов зданий вроде колонн. С Варламовым соглашается и глава саранского отделения «Городских проектов» Александр Гущин. Что характерно, Гущин отмечает, что раньше воспринимал претензии в статьях Варламова о Саранске как нечто несусветное, что «они фигнёй страдают».